# Макс Хайнцер
Макс Хайнцер (нім. Max Heinzer; нар. 8 серпня 1987 року, Люцерн, Швейцарія) — швейцарський фехтувальник на шпагах, чемпіон світу та Європи.

## Виступи на Олімпіадах
| Олімпіада           | Дисципліна          | Місце |
| ------------------- | ------------------- | ----- |
| Лондон 2012         | індивідуальна шпага | 12    |
| Ріо-де-Жанейро 2016 | індивідуальна шпага | 7     |
| Ріо-де-Жанейро 2016 | командна шпага      | 6     |
| Токіо 2020          | індивідуальна шпага | 13    |
| Токіо 2020          | командна шпага      | 8     |